# سام مايس
سام مايس (بالهولندية: Sam Maes)‏ هو متزحلق جبال الألب بلجيكي، ولد في 7 يونيو 1998 في Edegem ‏ في بلجيكا.

## وصلات خارجية
- سام مايس على موقع الاتحاد الدولي للتزلج (التزلج على المنحدرات الثلجية) (الإنجليزية)
- سام مايس على موقع أوليمبيديا (الإنجليزية)
- سام مايس على موقع اللجنة الأولمبية البلجيكية (الهولندية)